# Wehikuł czasu (powieść)
Wehikuł czasu (tyt. oryg. The Time Machine) – powieść science fiction autorstwa Herberta George’a Wellsa. Prace nad utworem trwały mniej więcej od roku 1888. Koncept podróży w czasie początkowo pojawił się w The Chronic Argonauts. Ostateczna wersja ukazała się w roku 1895. 
Książka po raz pierwszy została wydana w Polsce jako Podróż w czasie. Opowieść fantastyczna (Warszawa 1899) w tłumaczeniu Feliksa Wermińskiego, które zawierało liczne błędy. Zostały one poprawione w późniejszych wydaniach.
Autoryzowaną kontynuacją powieści jest książka Statki czasu autorstwa Stephena Baxtera, wydana w stulecie publikacji Wehikułu Czasu. Jej akcja zaczyna się w tym samym momencie, w którym kończy się oryginał, i opowiada dalsze losy Podróżnika w Czasie.

## Okoliczności powstania utworu
Wells rozważał pojęcie podróży w czasie już wcześniej, w poprzedniej pracy zatytułowanej The Chronic Argonauts. To opowiadanie zostało opublikowane w licealnej gazecie pisarza i była podstawą do napisania "Wehikułu czasu". Wells często stwierdzał, że "The Chronic Argonauts" bardzo odzwierciedla to, co zostało napisane w "Wehikule czasu". Myślał także o użyciu niektórych materiałów z opowiadania jako seria artykułów w Pall Mall Gazette, aż do momentu, gdy wydawca poprosił go czy mógłby w zamian napisać powieść o tym samym motywie; Wells chętnie się zgodził, dostając wynagrodzenie 100 funtów (warte 730 g zlota) podczas publikacji przez wydawnictwo Heinemann w 1895 roku. Opowiadanie zostało najpierw ukazane w formie odcinkowej w okresie styczeń – maj w New Review. Pierwsza wersja książkowa (być może przygotowana z innego rękopisu) została opublikowana w Nowym Jorku przez Henry Holt and Company 7 maja 1895 roku; wersja brytyjska została wydana przez wydawnictwo Heinemann 29 maja. Tekst obu edycji różni się od siebie i są zwyczajowo nazywane kolejno "tekstem Holta" i "Heinemanna". Większość współczesnych wznowień książki jest oparta na wersji Heinemanna.
Historia odzwierciedla przekonania polityczne Wellsa, a także jego pogląd na życie, dostatek i współczesną obawę o stosunki przemysłowe. Na fabułę miały także wpływ teorie Raya Lankestera o degeneracji społeczeństwa. W tym okresie powstały również inne prace z gatunku science fiction o podobnych motywach takie jak, W roku 2000 Edwarda Bellamy’ego lub Wieści znikąd Williama Morrisa.

## Fabuła

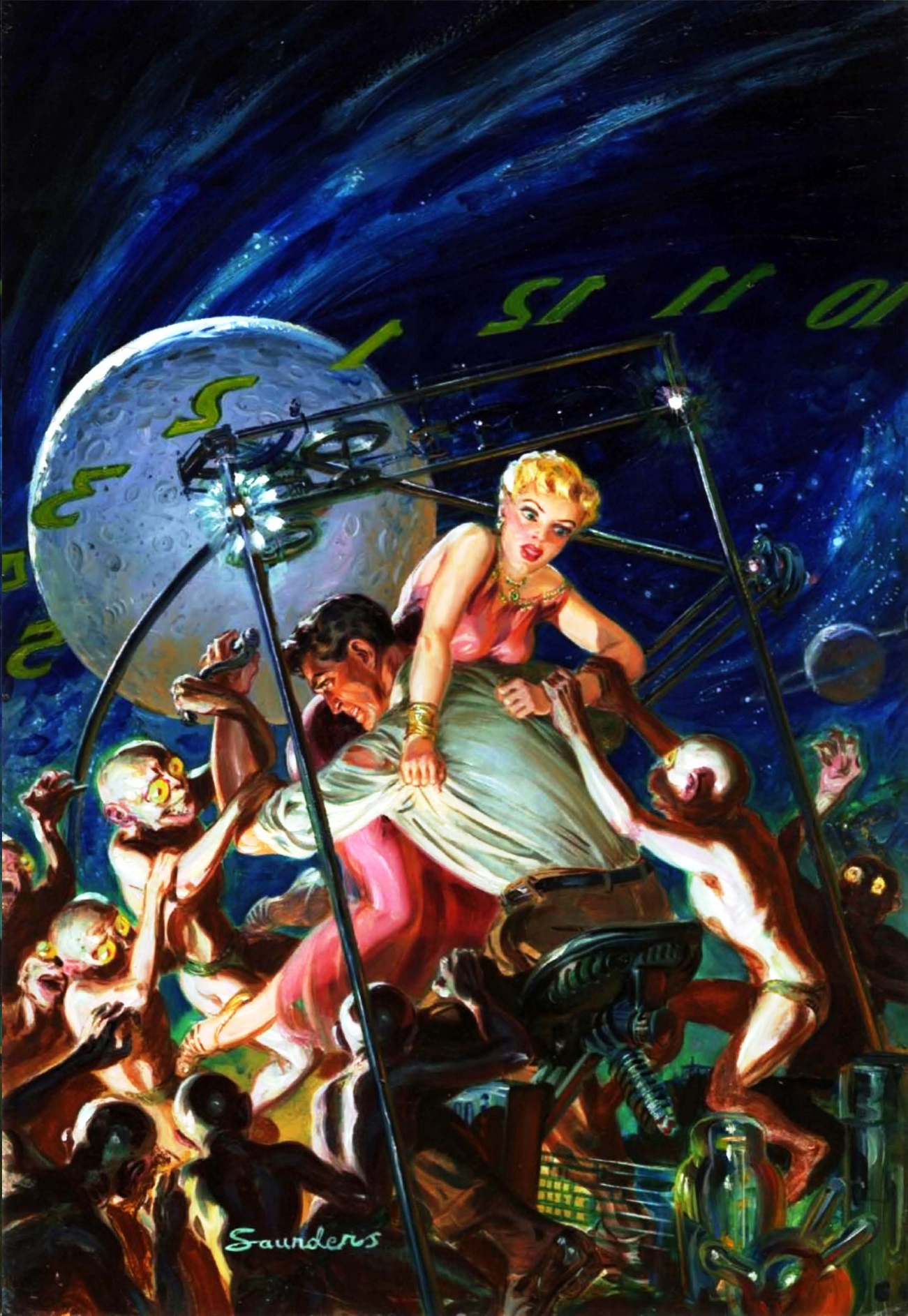
Wehikuł czasu na okładce czasopisma Famous Fantastic Mysteries, sierpień 1950; grafika autorstwa Normana Saundersa.

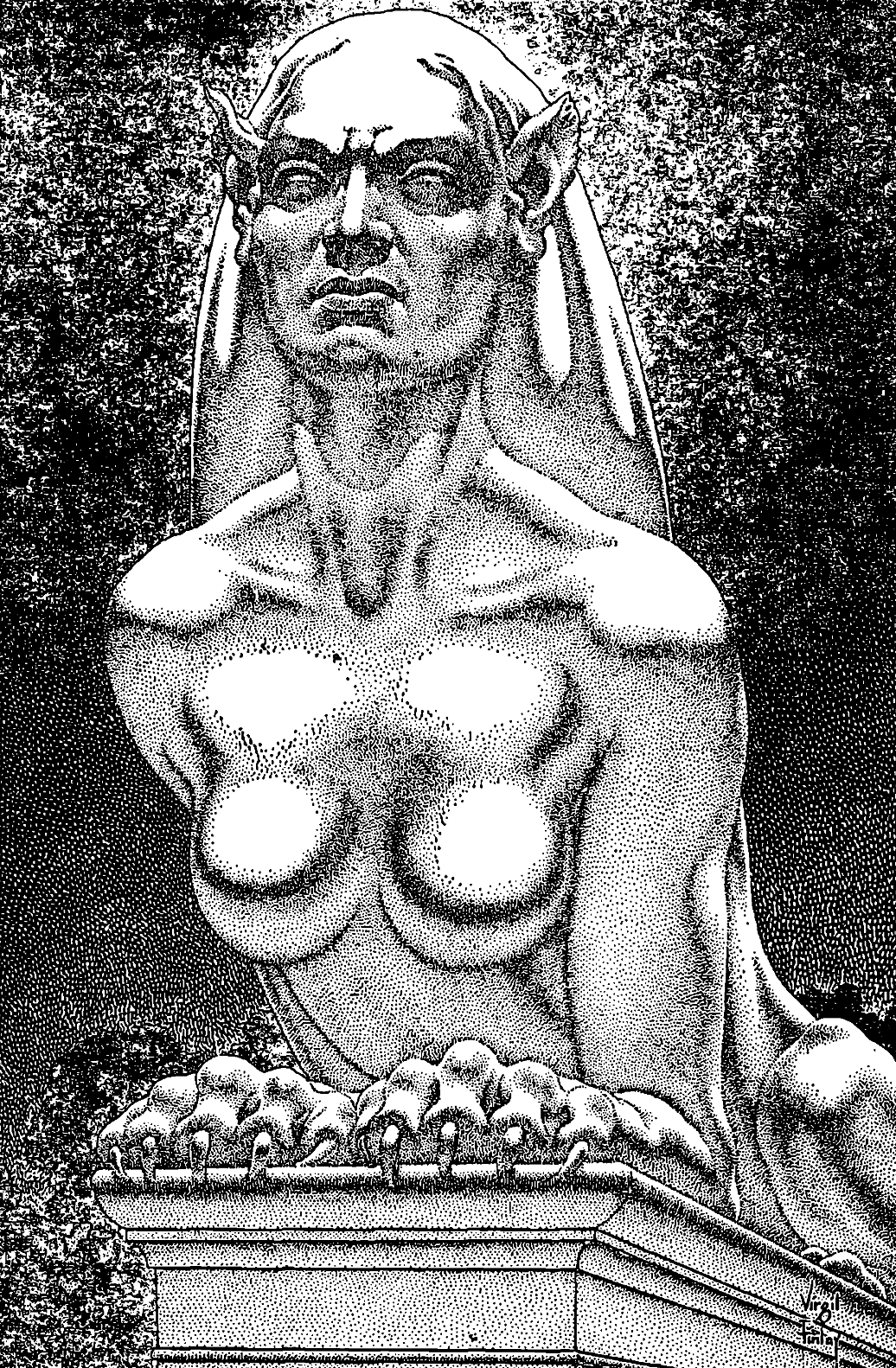
Sfinks, obok którego wylądował wehikuł czasu; ilustracja powieści autorstwa Virgila Finlaya, 1950.

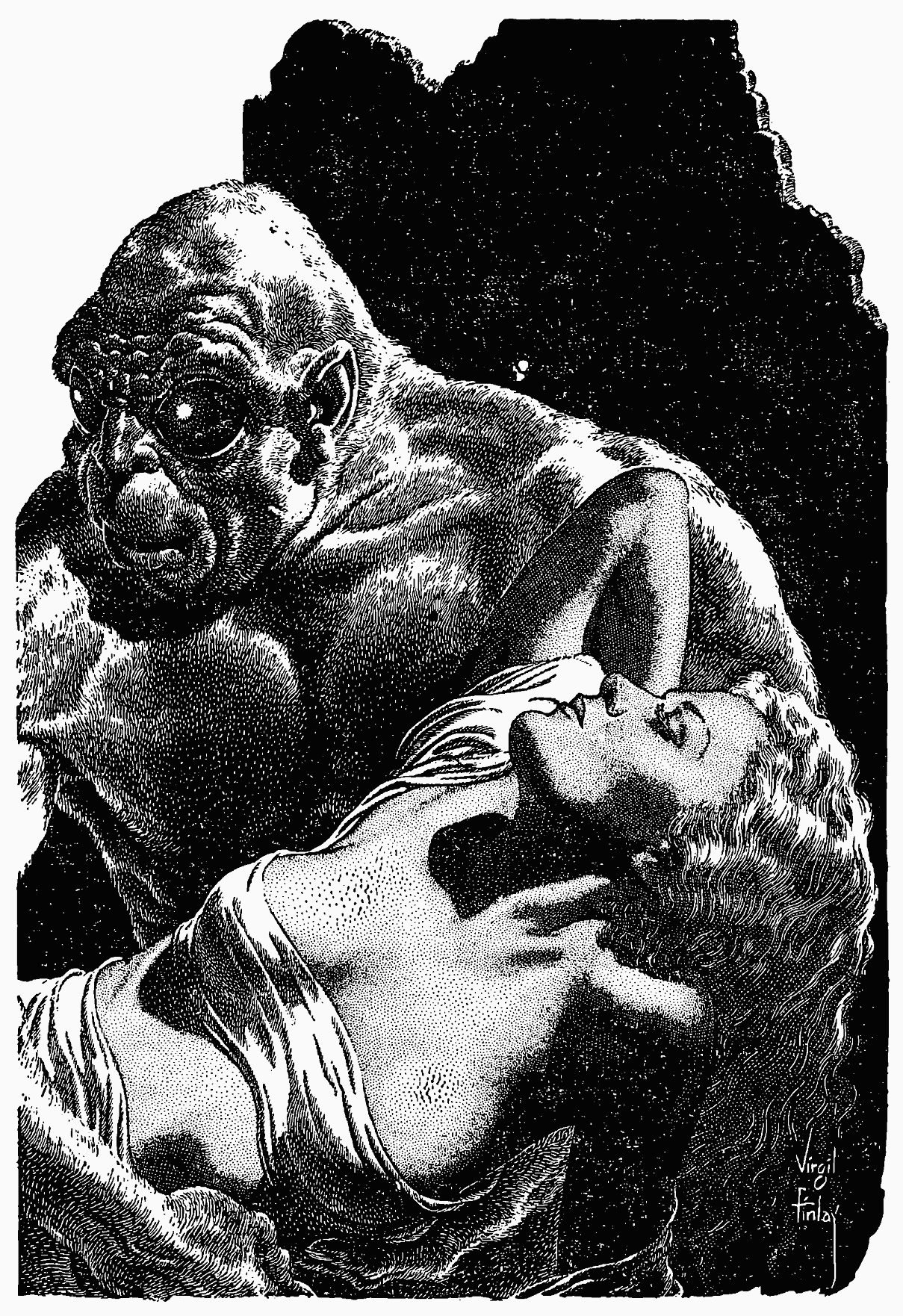
Morlok z Weeną, ilustracja powieści autorstwa Virgila Finlaya, 1950.

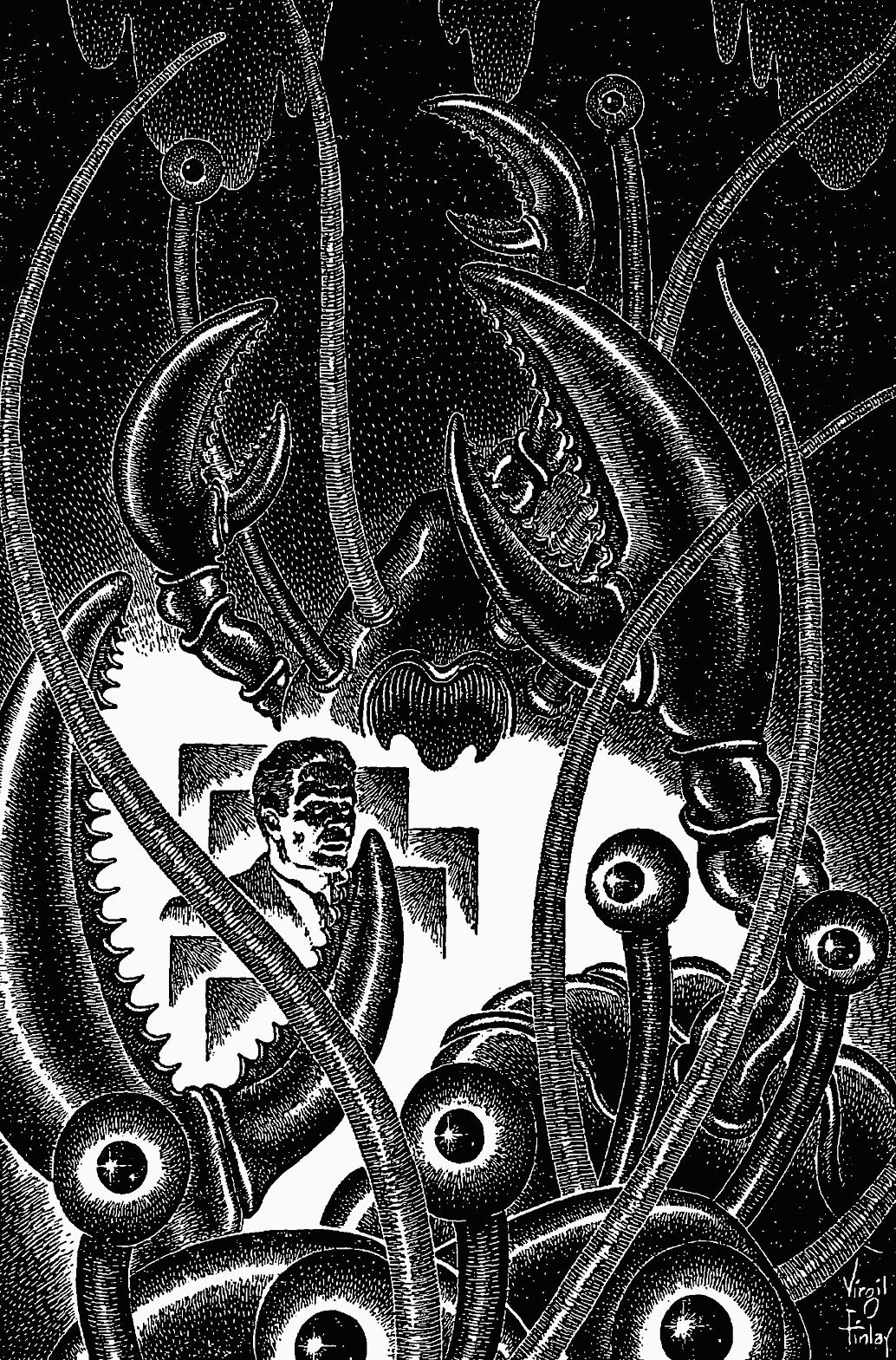
Istoty zamieszkujące Ziemię za 30 milionów lat, ilustracja powieści autorstwa Virgila Finlaya, 1950.

Głównym bohaterem powieści jest anonimowy naukowiec mieszkający w Richmond, zwany przez narratora Podróżnikiem w Czasie. Podczas cotygodniowego obiadu ze znajomymi mówi im, że czas jest czwartym wymiarem, oraz pokazuje mały prototyp machiny przemieszczającej się w czasie. Opowiada także, że stworzył wehikuł zdolny przenieść człowieka. Tydzień później spóźnia się na obiad i zaczyna swoją opowieść, stając się narratorem.
Podróżnik w Czasie testuje wehikuł, przenosząc się do roku 802 701, w którym spotyka Elojów – rasę żyjącą w małych grupach i żywiącą się owocami. Mieszkają w dużych budynkach i nie pracują. Bohater próbuje się z nimi porozumieć, ale brak dłuższego zainteresowania ze strony Elojów to utrudnia. Podczas rozmyślań stwierdza, że ludzie z klasy wyższej w jego czasach stopniowo podporządkowywali sobie świat przez użycie technologii, czego rezultatem jest ta pokojowa społeczność. Jego zdaniem, w wyniku ewolucji przystosowali się do środowiska, w którym siła i intelekt nie są potrzebne do przeżycia.
Wracając do miejsca, w którym początkowo się pojawił, Podróżnik załamuje się zniknięciem swego wehikułu. Po jakimś czasie odkrywa, że został on przez kogoś przeniesiony do pobliskiej budowli przypominającej z wyglądu sfinksa, która jest zamknięta od środka. Później, gdy zapada zmierzch, bohater zostaje otoczony przez Morloków – postacie z wyglądu przypominające małpy, a mieszkające w podziemiach, na powierzchnię zaś wychodzące po zmroku. Schodząc do ich miejsca zamieszkania, Podróżnik zmienia swoją teorię, spekulując nad ewolucją ludzi. Dochodzi do wniosku, że rasa ludzka wyewoluowała w dwa odmienne gatunki. Osoby, które żyły dostatnio, bez lęku o przyszłość, stały się mało efektywnymi Elojami, a poniewierana klasa robotnicza przemieniła się w brutalną rasę Morloków, która boi się światła. Chodząc po ich tunelach w poszukiwaniu wehikułu, Podróżnik odkrywa, że Morlokowie żywią się Elojami. Główny bohater stwierdza, że inteligencja jest wynikiem odpowiedzi na niebezpieczeństwo. Gdy obie rasy nie były niczym zagrożone, ich zdeterminowanie i bystrość zostały stłumione.
W międzyczasie podróżnik ratuje tonącą kobietę z rasy Elojów, Weenę. Po paru dniach spędzonych razem odbywają wspólną wyprawę, podczas której odkrywają ruiny muzeum. Wewnątrz znajdują zapałki, które według Podróżnika pomogą mu w odzyskaniu wehikułu. Z powodu zbliżającej się nocy i długiej drogi do osady Weeny postanawiają zostać w lesie. Nagle zostają otoczeni przez Morloków, po czym Elojka traci przytomność. Główny bohater odwraca uwagę przeciwników, podpalając las, po czym zostawia towarzyszkę i ucieka w drugą stronę. Później odnajduje swój wehikuł na terenie Morloków i podróżuje w przyszłość o około 30 milionów lat. Obserwując Ziemię, widzi ogromne istoty podobne do krabów. Podróżnik przenosi się dalej w przyszłość, a jednocześnie przygląda się zmieniającej się okolicy. Planeta powoli przestaje się obracać, słońce staje się bardziej czerwone, a świat zamiera.
Podróżnik wraca do swojego laboratorium około trzech godzin od momentu wyruszenia w podróż. Opowiada swym gościom, co widział, i jako dowód pokazuje dwa kwiaty, które dostał od Weeny. Pierwotny narrator opisuje, że wrócił do domu głównego bohatera na drugi dzień, gdy ten szykował się do kolejnej ekspedycji. Podróżnik obiecuje, że wróci za pół godziny, ale trzy lata później narrator traci nadzieję, że kiedykolwiek go zobaczy.

## Adaptacje

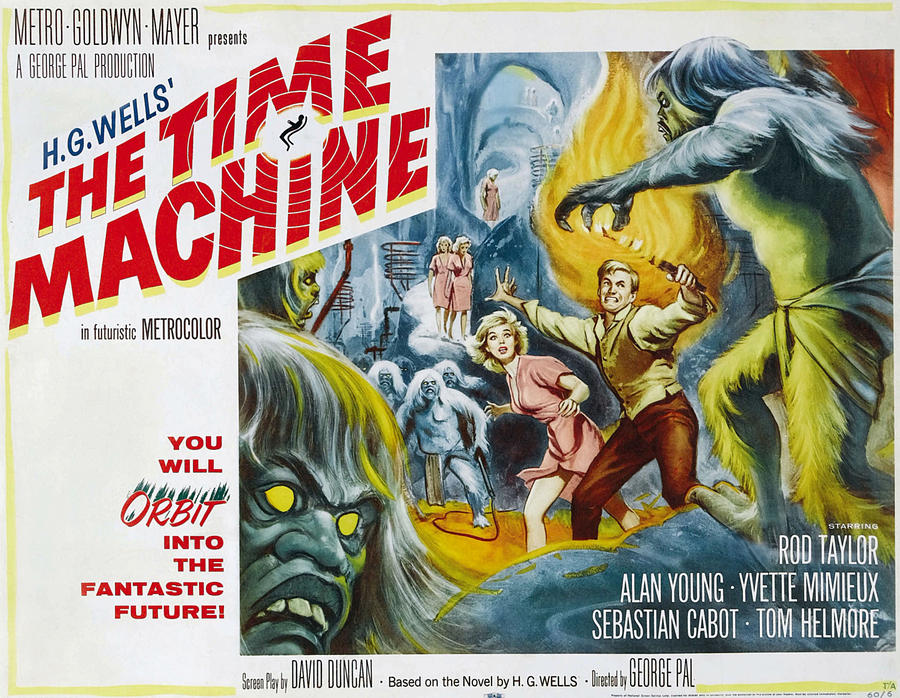
Plakat do filmu Wehikuł czasu z 1960.

- Pierwszą adaptacją była sztuka, która pojawiła się 25 stycznia 1949 roku na antenie BBC. Podróżnikiem w czasie był Russell Napier, a Mary Donn grała Weenę. Sztuka nie została w żaden sposób nagrana. Jedyne pozostałe zapiski to scenariusz i kilka biało czarnych fotografii. Według scenariusza spektakl był wierny książce.
- Program radiowy Escape zaadaptował fabułę dwukrotnie. W 1948 roku grał Jeff Corey, a John Dehner w 1950. Podróżnik w czasie nazwany Dudleyem przemieszczał się w czasie razem z jego towarzyszem Fowlerem.
- Wehikuł czasu – film z 1960 roku. Główne role grali Rod Taylor, Alan Young i Yvette Mimieux. Producentem i reżyserem jest George Pal, który w 1953 roku stworzył Wojnę światów – ekranizację innej książki Herberta George’a Wellsa.
- Wehikuł czasu – w reż. Simona Wellsa z 2002 roku.
- Siódmy odcinek szóstego sezonu Futuramy zatytułowany The Late Philip J. Fry zawiera liczne aluzje, ale często odbiega od oryginalnego wątku.
- Seria Classics Illustrated jako pierwsza wydała komiks w lipcu 1956 bazując na fabule z książki.

## Najbardziej znane historie bazujące na fabule
- "The Hertford Manuscript" - Richard Cowper, 1976
- "Morlock Night" - K.W. Jeter, 1979
- "The Space Machine" - Christopher Priest, 1976
- "Statki czasu" - Stephen Baxter, 1995
- "The Man Who Loved Morlocks" oraz "The Trouble With Weena" - David J. Lake
- "Dancers at the End of Time" - Michael Moorcock
- Również takie opowiadania i adaptacje filmowe jak "Allan and the Sundered Veil", "The League of Extraordinary Gentlemen", "Gremlins", "Time After Time", Timeflash" czy "A Scientific Romance" zawierają liczne pomysły z powieści The Time Machine.